# Strömsnäsbruk
Strömsnäsbruk è un'area urbana della Svezia situata nel comune di Markaryd, contea di Kronoberg.
La popolazione risultante dal censimento 2010 era di 2 066 abitanti .